# Göran Lyth
Göran Torolf Lyth, född 19 maj 1940 i Härnösand, är en svensk direktör.

## Biografi
Lyth är son till bankdirektören Arne Lyth och Reidunn, född von Hirsch, samt bror till Einar, Harald och Ragnar Lyth. Han gick på skogsskola 1966 och genomgick Siemens datautbildning 1969-1971. Lyth var anställd vid Södra Skogsägarna datacentral 1971-1975, Skogsbrukets datacentral 1975-1979 och var regionchef där 1980-1982. Han var VD för Dataskog AB 1983-1986 och var VD och delägare i Lendrup & Lyth AB från 1987.
Lyth är ordförande i Kosters företagarförening sedan 2014.
Lyth gifte sig 1964 med tandhygienisten Birgitta Reinholdsson (född 1943), dotter till Henry Reinholdsson och Anna, född Karlsson.